# Ормелі Ісаак Юфудович
Ісаак Юфудович Ормелі (нар. 25 квітня 1882, Катеринослав, Російська імперія — пом. 1940, Сімферополь, РРФСР) — караїмський релігійний діяч, газзан і меламед, випускник Олександрівського караїмського духовного училища. Учень І. І. Казаса.

## Життєпис
Народився 13 (25) квітня 1882 року в Катеринославі в караїмській родині. Батько — євпаторійський міщанин Юфуда Ісаакович Ормелі, володів книжковим магазином в Катеринославі, але в 1894 році збанкрутував й на ґрунті переживань помер від серцевого нападу. Мати — Назли Єшувівна Мічрі, була родом з Карасубазара. Після смерті батька місцева караїмська громада надала притулок сім'ю Ормелі при кенассі, чому сприяв катеринославський газзан С. Ш. Пігіт. Він же й порадив віддати Ісаака в євпаторійське Олександрівське караїмське духовне училище (ОКДУ), яке щойно відкрилося в 1895 році. В ОКДУ навчався з 1895 по 1902 рік, один з перших випускників цього навчального закладу разом зі своїми друзями Б. С. Єльяшевичем й А. І. Катиком. У 1902 році в Євпаторії познайомився зі своєю майбутньою дружиною, Сарою Ісаківною Фиркович, правнучкою А. С. Фірковіча, з якою одружився 1909 року в Москві.
У 1902 році розпочалася трудова діяльність І. Ю. Ормелі — його прийняли на роботу викладачем (меламедом) в катеринославський караїмський мідраш, де прослужив до 1911 року. З Катеринослава перевівся на аналогічну посаду в Феодосію. У 1908 році в Катеринославі закінчив бухгалтерські курси «Математик». Проживаючи в Феодосії, брав участь у громадському житті місцевої караїмської громади. Зокрема, в 1912 році став членом правління Феодосійського караїмського благодійного товариства. У 1915 році затверджений на посаді газзана при сімферопольській кенасі. Тут же він продовжив свою викладацьку діяльність, даючи уроки караїмського віровчення в Караїмському безкоштовному жіночому училищі імені Е. Ч. Коген.
16 (29) травня 1916 року разом з Б. С. Ельяшевіч і гахамом С. М. Шапшалом отримав честь брати участь в прийомі Імператора Миколи II під час його відвідин євпаторійських караїмських кенас. У 1917 році брав участь як делегат від сімферопольської громади в Загальнонаціональному караїмською з'їзді, що проходив в Євпаторії.
Після закріплення в Криму радянської влади не раз піддавався арештам за виконання ним обов'язків караїмського священнослужителя. Вперше заарештований за те, що зажадав в уповноважених з опису майна зняти взуття при вході в кенасу. За «непокору місцевій влади» засуджений до трьох років ув'язнення з конфіскацією майна, але справу було переглянуто на підставі поданої Ормелі апеляції, й він був відпущений з в'язниці, провівши в ній місяць. Наступний арешт відбувся через донос близько 1932 роки після того як провів обряд поховання з читанням поминальних молитов. Цього разу Ормелі опинився в ув'язненні на вісім місяців. Відомо, що після одного з арештів І. Ю. Ормелі позбавлений виборчих прав з усіма витікаючими наслідками, що значно погіршувало становище його сім'ї. У ці часи їм допомагали родичі подружжя Ісаака Юфудовича з Москви. Через деякий час І. Ю. Ормелі працевлаштувався в школу вчителем математики, де пропрацював до виходу на пенсію. У 1934 році йому надійшла пропозиція від єгипетських караїмів переїхати в Каїр і зайняти посаду Гахама, але через бюрократичну тяганину І. Ю. Ормелі не зміг виїхати з СРСР.
Випробування останніх років негативно позначилися на здоров'ї І. Ю. Ормелі, який помер 1940 року в Сімферополі.